# RB1CC1
RB1CC1‏ (RB1 inducible coiled-coil 1) هوَ بروتين يُشَفر بواسطة جين RB1CC1 في الإنسان.